# Muzea w województwie pomorskim
 Muzea w województwie pomorskim - spis muzeów, mających siedzibę na terenie województwa pomorskiego, podzielony według tematyki ekspozycji.
Wymienione placówki są prowadzone przez jednostki samorządu terytorialnego (województwo, powiat, gmina (miasto)), osoby prawne, kościoły i związki wyznaniowe, szkoły (uczelnie), a także przez osoby prywatne.
| Typ muzeum                                     | Placówki |
| ---------------------------------------------- | --- |
| Muzea archeologiczne i historyczne             | - Europejskie Centrum Solidarności w Gdańsku - Faktoria Handlowa w Pruszczu Gdańskim - Muzeum II Wojny Światowej w Gdańsku - Muzeum Archeologiczne w Gdańsku - Błękitny Baranek - Grodzisko w Sopocie - Piwnica Romańska w Gdańsku - Muzeum Emigracji w Gdyni - Muzeum Historii Polskiego Ruchu Ludowego w Piasecznie (oddział Muzeum Historii Polskiego Ruchu Ludowego w Warszawie) - Muzeum Historyczne Miasta Gdańska - Ratusz Głównego Miasta - Dwór Artusa wraz z sąsiadującymi kamienicami, Nowym i Starym Domem Ławy oraz Domem Ekonomistów - Muzeum Wnętrz Mieszczańskich - Muzeum Narodowe w Gdańsku - Oddział Sztuki Dawnej - Oddział Sztuki Współczesnej – Pałac Opatów - Oddział Etnografii - Spichlerz Opacki - Oddział Zielona Brama - Gdańska Galeria Fotografii - Muzeum Hymnu Narodowego w Będominie - Muzeum Tradycji Szlacheckiej w Waplewie Wielkim - Muzeum Stutthof w Sztutowie - Muzeum Piaśnickie w Wejherowie - Narodowe Muzeum Morskie w Gdańsku - Spichlerze na Ołowiance - statek-muzeum SS Sołdek - Żuraw - statek-muzeum „Dar Pomorza” - Muzeum Rybołówstwa w Helu - Muzeum Wisły w Tczewie - Muzeum Zalewu Wiślanego w Kątach Rybackich - Latarnia Morska Rozewie - Sala BHP Stoczni Gdańskiej - Strefa Historyczna Wolnego Miasta Gdańska |
| Muzea biograficzne                             | - Centrum Pamięci Generała Hallera i Błękitnej Armii we Władysławowie - Domek Stefana Żeromskiego w Gdyni-Orłowie - Izba Pamięci Wincentego Pola w Gdańsku Sobieszewie |
| Muzea etnograficzne oraz skanseny              | - Kaszubski Park Etnograficzny we Wdzydzach - Muzeum Ceramiki Kaszubskiej Neclów w Chmielnie - Muzeum Kultury Ludowej Pomorza w Swołowie (oddział Muzeum Pomorza Środkowego w Słupsku) - Muzeum Piśmiennictwa i Muzyki Kaszubsko-Pomorskiej w Wejherowie - Muzeum Wsi Słowińskiej w Klukach (oddział Muzeum Pomorza Środkowego w Słupsku) - Skansen Kaszubski w Sominach |
| Muzea przyrodnicze, geologiczne i geograficzne | - Akwarium Gdyńskie - DinoPark w Malborku - Fokarium w Helu - Muzeum Bursztynu w Gdańsku (oddział Muzeum Historycznego Miasta Gdańska) - Muzeum Inkluzji w Bursztynie w Gdańsku - Muzeum Przyrodnicze Słowińskiego Parku Narodowego w Smołdzinie - Prywatne Muzeum Motyli we Władysławowie - Parki Dinozaurów Łeba Park |
| Muzea regionalne i miejskie                    | - Muzeum Chata Kaszubska w Brusach - Muzeum Gospodarstwa Wiejskiego w Lipuszu - Muzeum Historyczno-Etnograficzne w Chojnicach - Muzeum Kaszubskie im. Franciszka Tredera w Kartuzach - Muzeum Miasta Gdyni - Muzeum Miasta Słupska w Słupsku - Muzeum Parafialne w Żukowie - Muzeum Pomorza Środkowego w Słupsku - Muzeum Regionalne w Człuchowie - Muzeum Sopotu - Muzeum w Lęborku - Muzeum w Skarszewach - Muzeum Zachodniokaszubskie w Bytowie - Muzeum Ziemi Kociewskiej w Starogardzie Gdańskim - Muzeum Ziemi Kościerskiej w Kościerzynie - Muzeum Ziemi Puckiej im. Floriana Ceynowy w Pucku - Szpitalik w Pucku - Zagroda Gburska w Nadolu - Muzeum Ziemi Sierakowickiej w Sierakowicach - Muzeum Ziemi Usteckiej w Ustce - Muzeum Ziemi Zaborskiej w Wielu - Żuławski Park Historyczny w Nowym Dworze Gdańskim |
| Muzea sakralne i religijne                     | - Bazylika Mariacka w Gdańsku - Muzeum Archidiecezjalne w Gdańsku - Muzeum Diecezjalne w Pelplinie - Muzeum Parafialne w Żukowie |
| Muzea sztuki                                   | - Centrum Sztuki Współczesnej „Łaźnia” w Gdańsku - Muzeum Współczesnego Pomorskiego Rękodzieła Marynistycznego w Sarbsku |
| Muzea oraz skanseny techniki                   | - Chata Rybacka w Jastarni - Centrum Hewelianum w Gdańsku - Gdyńskie Muzeum Motoryzacji - Muzeum Gdańskiego Uniwersytetu Medycznego - Muzeum Kolejnictwa w Kościerzynie - Muzeum Kryminalistyki w Gdańsku - Muzeum Piekarnictwa i Cukiernictwa w Ustce - Muzeum Poczty Polskiej w Gdańsku (oddział Muzeum Historycznego Miasta Gdańska) - Muzeum Pożarnictwa w Przodkowie - Muzeum Rybackie Pod Strzechą w Jastarni - Muzeum Volkswagena w Pępowie - Muzeum Zegarów Wieżowych w kościele św. Katarzyny (oddział Muzeum Historycznego Miasta Gdańska) - Pomorskie Muzeum Motoryzacji w Kielnie - Kuźnia Wodna w Oliwie (oddział Muzeum Techniki i Przemysłu NOT w Warszawie) |
| Muzea wojskowe                                 | - Muzeum Marynarki Wojennej w Gdyni - Muzeum Obrony Wybrzeża w Helu - Muzeum Saperskie Explosive w Dąbrówce k. Wejherowa - Muzeum Techniki Wojskowej GRYF w Dąbrówce k. Wejherowa - Muzeum Wyrzutni Rakiet w Rąbce - okręt-muzeum ORP Błyskawica w Gdyni - Twierdza Wisłoujście (oddział Muzeum Historycznego Miasta Gdańska) - Wartownia nr 1 na Westerplatte (oddział Muzeum Historycznego Miasta Gdańska) |
| Muzea zamkowe i pałacowe                       | - Pałac w Krokowej - Muzeum Zamkowe w Gniewie (oddział Muzeum Archeologicznego w Gdańsku) - Zamek Książąt Pomorskich w Słupsku - Zamek w Kwidzynie - Zamek w Malborku |
| Pozostałe muzea                                | - Centrum Edukacji i Promocji Regionu w Szymbarku - Galeria Starych Zabawek w Gdańsku - Kaszubski Park Miniatur w Stryszej Budzie - Latarnia Morska Gdańsk Nowy Port - Muzeum Miodu i Pszczelarstwa w Pszczółkach - Muzeum Polskiego Rocka w Gdańsku - Muzeum Ziemi Kaszubskiej i Sprzętów Militarnych w Goręczynie |